# موسى زونغو
موسى زونغو (من مواليد 25 مايو 1952) هو سياسي تنزاني من الحزب الثوري وعضو في البرلمان عن دائرة إيلالا منذ 2005. استمر في الاحتفاظ بالمقعد النيابي في عامي 2010 و2015. تم تعيينه وزيرا للدولة في مكتب نائب الرئيس في 24 يناير 2020 وخادم الخدمة لمدة 6 أشهر قبل حل البرلمان في 16 يونيو 2020.